# Майдан-Бобрик
Майдан-Бобрик (укр. Майдан-Бобрик) — село на Украине, находится в Литинском районе Винницкой области.
Код КОАТУУ — 0522487003. Население по переписи 2001 года составляет 160 человек. Почтовый индекс — 22321. Телефонный код — 4347.
Занимает площадь 0,092 км².

## Адрес местного совета
22320, Винницкая область, Литинский р-н, с. Уладовка, ул. Ленина, 3